# Śnieg ziarnisty
Śnieg ziarnisty – opad atmosferyczny (hydrometeor) w postaci małych, nieprzezroczystych ziarenek lodu o średnicy poniżej 1 mm. Uderzając o twarde podłoże nie rozpryskują się i nie rozpadają. Śnieg ziarnisty pada z chmur stratus (St) lub z mgły.
symbol przewidziany dla śniegu ziarnistego